# スピンフィーバー 夢幻のオーケストラ
『SPINFEVER 夢幻のオーケストラ』（スピンフィーバー むげんのオーケストラ）は、2011年8月9日より稼動を開始した、プッシャーゲームである中型メダルゲーム機。発売元はコナミアミューズメント（2016年10月まではコナミデジタルエンタテインメント）。フィーバーシリーズ第5弾のマシンであるスピンフィーバーの三作目。

## 概要
前作同様、筐体1台につき計4つのステーションが設けられており、全体的な装飾が豪華になりテーマカラーが赤から白に変更された。また、基本ルールはすべて前作と共通しており、前作の要素に加え、新たに「FEVER ROULETTE」（フィーバールーレット）と呼ばれるルーレットが筐体の左右に追加され、フィーバーゲームにフィーバーボールがチャンスポケットに入ると、ルーレットが演出とともに回りだし、止まったところが、ジャックポットチャンスの「FEVER ROULETTE」ポケットの配当になる。また、このルーレットが「GOLD JACKPOT」に止まり、ジャックポットチャンスで上記の穴に入ると「GOLD JACKPOT」という、三つ目のジャックポットを獲得することができる。また、スピンフィーバー2までは、各ステーションの液晶画面の真上にあった「STATION 〇（ここに数字が入る）」のパネルはLED付きの小さい液晶画面とそのフレームの部品に取り換えられ、（ステーションナンバーは装飾で別の場所に表記された）スロットの演出で画面表示が変わることがある。普段は「コビット」が歩く姿が映され（デモ画面では宣伝が映される。FEVER GAME中は専用表記が映されてコビットは映らなくなる。）、確変中はその奥にある背景が変更される。e-amusement passを使用するとコビットが登録されたプレイヤー情報に応じた姿になる。

### 100円貸し出し機能
また、店頭によるが「DIRECT WIN」専用パイプと100円投入口とe-amusement passの読み取り機、一式（最初からe-amusement passの読み取り機能が付いていない筐体は一式の中のe-amusement pass認証部分は排除される）が筐体に新たに設置されている場合があり、（これに加え、赤くて四角いメニューボタンも設置される。青色のフィーバーボタンはe-amusement pass関連機器及び100円投入口の設置に関わらず全ステーションが別位置に移植された。メニューボタンもすべての筐体が取り付けられている。）設置されている場合は「FEVER ROULETTE」の「100win」が「DIRECT 50 win」に変えられている。また、払い出すステーション側の新たに設置された専用機器についているボタンを押して、100円を投入口に入れると、店の設定に応じてメダルを中央の装置がパイプの入り口を向き、ステーションに向けて直接払い出す。（センター画面がダイレクトで払い出すルーチンを行っている間はセンター画面は通常どんな場合でも変化しない。また「フォーチュントリニティ3」のようなボーナスルーレットは発生しない。）ダイレクトWINまたはその100円貸し出しの枚数で待ち人数が発生する場合もある。 ただし、センターユニットの払い出しが出来ない場合は、100円ユニットも機能してない。
センターユニットの払い出しが出来てても、パイプの真ん中の振り分け部が故障していても100円ユニットが機能してない場合がある。
メニューボタンをe-amusement passを使用していない状態で押した場合、読み込み後にスロットの演出を変更できる「通常モード」と「シンプルモード」を変更できる。
また、PASELIには対応していないが、Amusement ICを含む4代目までのすべてのe-amusement passに対応している。スキャンするとマイコビットの管理とプレイ実績、over 100 win時の音楽などを確認できる。また、前作同様MILLIONETにも対応。e-amusement passでこのゲームのプレイヤーデータの初回登録をするとボールが一個払い出されるか、FEVER ITEMが貰える。
なお、この作品の筐体は100円外付けユニットの有無により4種類の筐体デザインが存在する。100円外付けユニットのある筐体では、必ずe-amusement pass用リーダーが埋め込まれているが、そのリーダーを取り除いてロゴが書かれたダミーパネルに変更されたものが存在。外付けユニットがない筐体では、e-amusement pass用リーダーは1,2作目の設備のままである。さらにそこからe-amusement pass用リーダーを取り除き、遊び方説明のダミーパネルに置き換えられたものも存在。

## 基本ルール
背景やボールが前作とはまた変わっている。ルールは「スピンフィーバー2」と同じ。ただしSSS（スピンチャンス）の配当は消滅した。また、リーチ演出やFEVER GAMEの結果画面にアニマロッタのキャラクターが入っている時がある。さらに、今作からボールが後ろに落ちないようにするパーツが前作よりさらに改良された。サブモニターを利用したスロット演出も一部追加されている。一方で、全体的なスロットの演出は前作、前前作よりもさらに長期化した。
確率変動中は空中にリュートが飛行しているような画面が流れ、その画面が流れている間はフィーバーゲームの合計獲得枚数が保留される。確変終了直後にフィーバーゲームに突入した場合は、枚数保留が一度だけ追加で実装される。

## フィーバーステップ
前作とほぼ同じだが、ステップアップボーナスのルーレットでリュートとヴィオラ両方が登場するようになった。また、ステップアップボーナス内のアイテムスロットの背景にいるキャラクターが、妖精からメロディ姫に変更された。

## FEVER GAME
FEVER GAMEは、大量メダルの獲得チャンスとなる継続型のボーナスゲーム。このゲームに突入すると、マシン中央に設置されたピンボールを思わせるようなフィールドに、直径3センチほどの鉄球が1球発射される（発射箇所は2箇所）。フィールドは1台に1つしかないため、他のステーションが挑戦している場合は終了するまで保留される。また、今作ではFEVER GAMEのwin枚数は確変状態で突入したときに継続されるようになった。つまり確変中に何度もFEVER GAMEに突入すればほぼ最初からポケットが解放された状態でゲームが開始される。ただしアウトブロックの最初の無敵時間は歴代作品の中でもっとも短い。確変中のFEVER GAMEでの無敵時間が主に短縮された。
フィールド上には4つのバンパー（柱）があり、当たると一回につき2枚のメダル（工場出荷時・1～3枚まで設定可能）が筐体中央の払い出し口から払い出される。フィールドの中央には円盤が設置されており、ゲーム中は円盤が回転し、中央に寄って来たボールを遠心力で吹き飛ばす。この円盤の部品は前作から継続して採用されている。
フィールドの側面2箇所にはアウトゾーンがあり、ここにボールが入るとアウトとなりFEVER GAMEは終了となるが、アウトゾーンの入口には4個ずつ・計8個の「アウトブロック」というブロッカーがあり、アウトを防いでくれる。FEVER GAME開始直後は一定時間ブロッカーが青く点滅し、ボールが当たってもブロッカーが外れない無敵状態になるが、点滅終了後は一度ボールが強く当たるとブロッカーが外れる（横方向などに軽く触れただけでは外れない）。ボールがアウトゾーンに入る前に8つ全てのブロッカーが外れると、その時点で全てのブロッカーが復活すると同時に再び一定時間の無敵時間が与えられ、大逆転のチャンスとなる。
なおFEVER GAME終了後は、ボールが1つ払い出される。

### FEVER GAME + ITEM(LUCKY FEVER GAME)
たまにSTEP UP BONUSで出てくるFEVERITEMを獲得した上でFEVER GAMEへ突入すると、FEVER GAME + ITEM（LUCKY FEVER GAME)となる。 FEVERITEMは前述のステップアップボーナスのほかに、3球目のボールが落ちた後にコビットが箱から出して獲得することもまれにある。
FEVERITEM一覧
- 2BALL - FEVER GAMEのボールが2つになる。
- HIT＋1 - バンパーヒットで払い出されるメダルが1Hitにつき1枚増加。通常設定の場合、34回のバンパーヒットで100WIN超えとなる。
- NOOUT＋10sec - OUT BLOCKの無敵時間が10秒増える。初回の一回のみ有効。
- RED/BLUE POCKETOPEN - 最初から各JACKPOT CHANCEへのゲートがオープンする。なおJACKPOT CHANCEのフィーチャーで100WINを超えると、反対側のポケットもオープンする。
- RED/BLUE ＋300WIN - 各JACKPOT獲得時の配当が300枚増える。他のアイテムと違ってゲーム自体が有利になるものではなく、「はずれアイテム」といっても過言ではない。

また、これ以外にも「new」と書かれたアイテムが四つ存在する。ただし絶対に当たらないため、没ネタと考えられる。（ただし、50% DOWN（JPポケットのリフター両方が50winの時点まで下がる）は特定のバージョンでのみごくまれに出現することがある。その場合、センター画面には「RED POCKETOPEN」の画像が表示される。）
なお一度に使えるアイテムは最大2個までで、3個持っている場合は一番新しいアイテムが次回のFEVER GAMEに持ち越される。またSUPER FEVER GAMEでは使用出来ない。

### JACKPOT CHANCE
FEVER GAMEの払い出し（win枚数）が100枚以上になると、ジャックポットチャンスポケットが開放される。ポケットは「RED」「BLUE」の2ヶ所あり、それぞれ通常は「RED JACKPOT」「BLUE JACKPOT」の獲得チャンスとなる。
RED JACKPOTの枚数は各ステーションのメダルの投入に応じて増加（1枚の投入につき0.02枚分増加）し、BLUE JACKPOTの枚数はFEVER GAMEでボールがバンパーに当たるたびに増加する。また誰かがJACKPOTを獲得した直後など蓄積枚数が少ない場合は、今作でもJACKPOT SERVICEが発動して一気に枚数が増加する場合がある。
ボールがチャンスポケットに入ると、ジャックポットの抽選クルーンにボールが運ばれる。その後上記で説明した通り、FEVER ROULETTEが回転し配当が決まる。クルーンには5つの穴があり、入った穴に対応するボーナスを獲得することができる。ボーナス終了後ボールは中央のフィールドに戻り、アウトになるまでFEVER GAMEは継続される。
今作ではSUPER JACKPOTが廃止されたが、GOLD JACKPOT が新登場した。このJACKPOTはFEVER ROULETTEで"GOLD JACKPOT"が当たり、クルーンで"FEVER ROULETTE"に入ると当選とみなされる。各JACKPOTの枚数の上限は5000枚である。
- 50WIN - メダル50枚払い出し。
- 100WIN - メダル100枚払い出し。
- FEVER ROULETTE - FEVER ROULETTEで自動的に決定された"200ＷIN、BALL+1、DIRECT 50 ＷIN(店の設定によっては100ＷIN)、GOLD JACKPOT"のいずれかが当たる。
- OUTBLOCK RECOVER - 中央のフィールドの全てのアウトブロックが復活する。
- RED JACKPOT / BLUE JACKPOT - ジャックポット。それぞれ蓄積されたジャックポット枚数分のメダルを獲得することができる。

なお今回は、GOLD JACKPOTや確変中のシステムにより、ジャックポットを獲得してもチャンスポケットへのゲートは再び開放され、閉鎖されない。このため、1回のFEVER GAMEで同じJACKPOTを2回以上獲得することが可能。
スタッフロールは各JACKPOTで2200枚以上獲得すると見ることができる。それ以外はそれぞれのJACKPOTに応じた通常の演出が流れる。

### SUPER FEVER GAME
スロットやステップアップボーナスで「777」を獲得することで、SUPER FEVER GAMEに突入する。基本ルールは通常のFEVER GAMEと同様だが、発射される鉄球が3球になり、より多くのメダル獲得が期待できる。確変中である場合は枚数の影響を受ける。SUPER FEVERゲーム中はJACKPOTCHANCE時、GOLD JACKPOTに止まりやすくなってる。

### DIRECT FEVER GAME
スロットで「DDD」、またはステップアップボーナスで「DIRECT」を獲得することで、DIRECT FEVER GAMEに突入する。基本ルールは通常のFEVER GAMEと変わらない。これも確変中である場合は枚数の影響を受ける。

## GRAND CROSS CHRONICLEとの連動
前作同様連動している。機能は変わらない。

## 備考
- MAX WINは25000枚が設定上最大枚数であり、映像は初代スピンフィーバーから一貫して変わらず継続使用されている。
- スピンフィーバー、スピンフィーバー2のコナミアミューズメント側の公式サイトは紹介関連のサイトだけでなく一から作られた公式のオリジナルサイトが存在しているが、この作品は最初から紹介サイトのみしか存在していない。これはグランドクロスクロニクルなどにも見られる。

## 不具合
一切のバージョンアップが行われていない本体のステーション4で女神リーチが当選すると、当選後のスーパーフィーバーゲームのあともひたすら女神リーチが当選し続ける不具合がある。